# گو ویانگ
گوئووییانگ (به انگلیسی: Guo Weiyang) ژیمناست زادهٔ ۱ فوریه ۱۹۸۸ میلادی اهل کشور چین است.